# Les Cahiers d'Occident
Les Cahiers d’Occident (Paris, 1926-1930) est un périodique français (mensuel et trimestriel) dirigé par Gérard de Catalogne et Émile Dufour. Il avait pour secrétaire général René Groos. La première série (I, no 1-10) est parue de 1926 à 1927 et la seconde (II, no 1-10) de 1928 à 1930.
Les Cahiers d'Occident étaient une revue royaliste et littéraire dont la ligne éditoriale était proche de celle de L'Action française de Charles Maurras, et de la Revue universelle de Jacques Bainville et Henri Massis. Ce dernier publia d'ailleurs un ouvrage dont le titre et les idées se rapprochent de celles de la revue: Défense de l'Occident (1927).
S'adressant à un public de choix, ils rassembleront comme auteurs, entre autres, Amédée d’Yvignac, Jean-Pierre Godmé, Bernard du Halda, Maurice de Gandillac, Jean Héritier, Jacques de Montbrial, Gonzague Truc, Tristan Derême.
François Mauriac s'intégrera à cette équipe en préfaçant notamment une étude consacrée à Thomas Hardy, puis publiant un article sur Prosper Mérimée.
Les Cahiers fusionneront avec Latinité et avec Réaction pour l'ordre du maurrassien Jean de Fabrègues pour donner La Revue du siècle.